# آلفوئوس فلچ
آلفوئوس فلچ (به انگلیسی: Alpheus Felch) سناتور سابق عضو حزب دموکرات ایالات متحده آمریکا بود. وی در سال ۱۸۴۷ تا ۱۸۵۳ میلادی سناتور ایالت میشیگان در سنای ایالات متحده آمریکا بود.